# Eccellenza (trattamento)

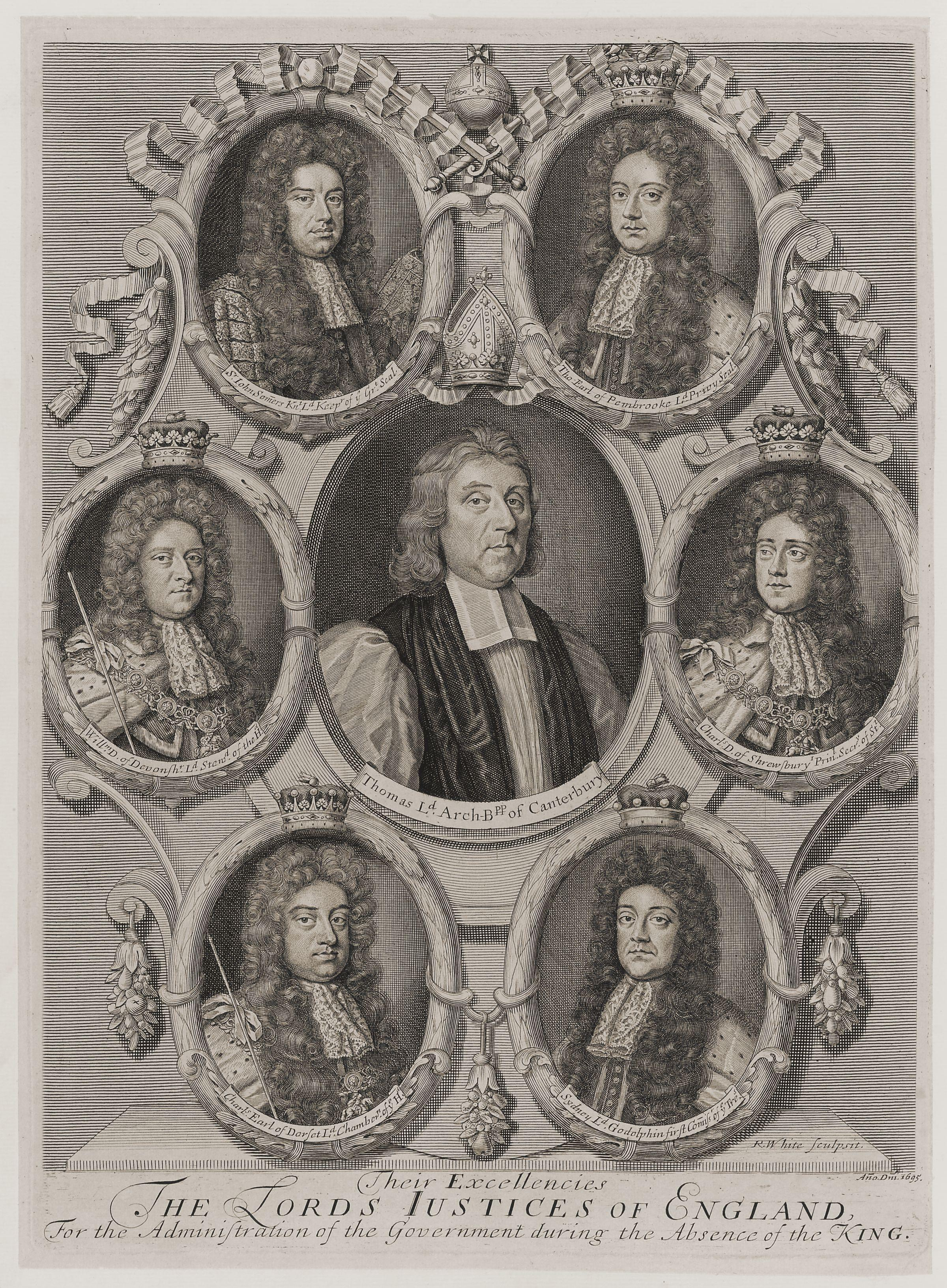
Le Eccellenze e i Giudici Lord d'Inghilterra, durante l'amministrazione del governo per l'assenza del Re, di Robert White

Eccellenza è un trattamento di antica origine, adottato dalle consuetudini e convenzioni protocollari in campo amministrativo, giudiziario, politico-militare, religioso e nobiliare di numerosi paesi.
Esso è utilizzato in presenza delle cariche cui è rivolto con l'espressione "vostra eccellenza", "sua eccellenza", le "loro eccellenze" e, per gli stranieri e in ambiente diplomatico, "Votre Excellence / Your Excellency". Il trattamento, nelle comunicazioni scritte, viene normalmente abbreviato con "V.E." o "S.E." o "Y.E.". La variante ecclesiastica "sua eccellenza reverendissima" è riservata a vescovi e arcivescovi.

## Usi
Nel cerimoniale diplomatico, si riserva tale trattamento agli ambasciatori residenti e consoli di carriera o onorari. L'appellativo è anche utilizzato, nelle cerimonie ufficiali, per rivolgersi ad un capo di Stato o ad un ministro.
Nella tradizione nobiliare, il trattamento di eccellenza veniva riconosciuto dal sommo pontefice e dai sovrani ai capi delle più importanti casate, talora ad alcune consorti, al principe assistente al Soglio pontificio e a numerosi altri componenti della corte pontificia.
Nella Chiesa cattolica, il trattamento di eccellenza è inoltre riservato ai vescovi ed arcivescovi, eccezione fatta per i cardinali, i quali hanno diritto al trattamento di eminenza. Va precisato che tali trattamenti vanno accompagnati dall'aggettivo "reverendissima".

## Uso in Italia
Il trattamento in Italia è ancora utilizzato per i prefetti in sede; inoltre, è tradizione riservare tale trattamento al primo presidente e al procuratore generale della Cassazione, ai presidenti delle Corti di Appello e ai procuratori generali.
L'assegnazione del trattamento venne disciplinata dal R.D. 16 dicembre 1927, n. 2210: l'art. 4 del decreto statuiva infatti che i personaggi compresi nelle prime quattro categorie dell'ordine delle precedenze:
Sulla base di questa normativa beneficiarono del privilegio anche i presidenti delle Corti di Appello, i gradi vertice (compresi generali di corpo d'armata, generali di squadra aerea e ammiragli di squadra) delle forze armate, i prefetti in sede ed il capo della Polizia. In conseguenza, il trattamento entrò nella prassi sino a quando il Decreto Legislativo Luogotenenziale 28 giugno 1945, n. 406 ne stabilì l'abolizione con questa frase:
Tale decreto, però, non fu sempre seguito: ciò diede adito a comportamenti diversi per cui la Presidenza del Consiglio diramò la Circ. 23.V.1950 n. 39568 con la quale precisava che il titolo era stato abolito con il D.L.Lgt. del 1945 e che comunque il trattamento di eccellenza non veniva menzionato negli atti ufficiali dello Stato.
Tuttavia la circolare non ottenne alcun effetto chiarificatore, lasciando invariata l'anomalia di una legge non sempre seguita.
Nel 1996 uno scritto del ministro dell'Interno di allora, Giorgio Napolitano, impartì al riguardo disposizioni precise concernenti però solo la stesura di proprie lettere: l'uso di S.E. non poteva essere rivolto a giudici e prefetti.
Correttamente, possono essere appellati "eccellenza" gli ambasciatori titolari di ambasciate, i vescovi, e i sommi gradi dell'Ordine Equestre del Santo Sepolcro di Gerusalemme e del Sovrano Militare Ordine di Malta.

## Uso ecclesiastico
Per effetto del decreto Sanctissimus della Sacra Congregazione del Cerimoniale del 31 dicembre 1930 la Santa Sede concesse ai vescovi cattolici il trattamento di "Eccellenza Reverendissima" (in latino Excellentia Reverendissima). Negli anni successivi alla prima guerra mondiale il trattamento di "Eccellenza", proprio degli ambasciatori e già dato ai nunzi apostolici era già stato riferito ai vescovi. L'aggettivo "Reverendissima" serviva a distinguere il titolo ecclesiastico dal titolo di "Eccellenza" dato a personalità civili.
L'istruzione Ut sive sollicite della Segreteria di Stato della Santa Sede rese opzionale l'aggettivo "Reverendissima":
(Segreteria di Stato della Santa Sede, Ut sive sollicite, 31 marzo 1969)
e confermò il trattamento di "Eccellenza" per i vescovi, per il decano del Tribunale della Rota Romana, per il segretario del Supremo Tribunale della Segnatura Apostolica e per il vicecamerlengo.
Secondo la lettera del decreto del Sanctissimus del 31 dicembre 1930, anche ai patriarchi era riservato il trattamento di "eccellenza reverendissima", ma in pratica la Santa Sede continuò a rivolgersi a loro con il trattamento di "beatitudine", che fu formalmente sanzionato con il motu proprio Cleri sanctitati del 2 giugno 1957.